# قصر الصبان
قصر الصبان أو القصر الحديدي من القصور التاريخية الواقعة في مدينة الطائف غرب المملكة العربية السعودية.

## موقع القصر
يقع القصر في حي قروى بمدينة الطائف، وقام ببنائه وزير المالية السعودي سابقًا محمد بن سرور الصبان عام 1345هـ الموافق 1927م، واتخذه مقرًا للاجتماعات.

## بناء القصر
اعتمد في بناء القصر على صفائح الحديد وألواح الزجاج، وبنمط معماري محلي وغربي. وزُرعت حدائق وأشجار مثمرة مناسبة لبيئة الطائف المحلية كالعنب والرمان والورود في كافة جهات القصر. بالإضافة إلى وجود ممر يبلغ طوله 100 متر قد تم تغطيته بأشجار العنب، كما تتزين مقدمة القصر بحمام سباحة و نافورة في وسطه تحمل منحوتات مختلفة. احتوى القصر على غرف ومجالس ومرافق عامة مكونة من الحمامات والمطابخ وجلسات خاصة بين الغرف، زينت بالنقوش والزجاج والتحف الفخارية المختلفة الحجم، وأسقف من حديد مزجت بنقوش هندسية محفورة. يبلغ ارتفاع القصر أكثر من طابقين وتم تزيين شرفات القصر ذات الحجم الكبير بالزخارف المتنوعة وبنيت في جميع جهات القصر.

## مواد البناء
- الحديد.
- الزجاج.

## الوضع الحالي
أعلنت هيئة التراث عن موافقتها على قرار نزع ملكية القصر الحديدي لصالح مشروع المسابقة المعمارية للقصور ذات الأهمية التاريخية والمعمارية في محافظة الطائف لعام 2023، والتي تهدف إلى إعادة تطوير وتأهيل القصور التاريخية في الطائف وفتحها للزوار.

## روابط خارجية
- إمارة مكة المكرمة تحكي تاريخ القصر الحديدي بالطائف وسبب تسميته.

## انظر ايضاً
- الطائف
- قصر شبرا (الطائف)